# 모하치

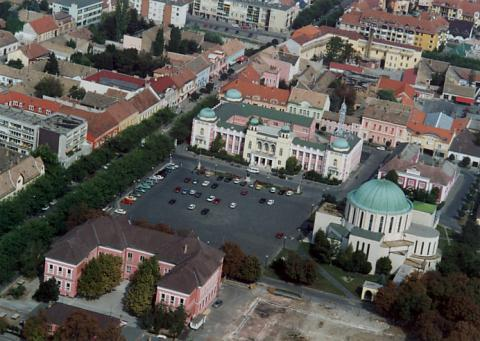
모하치 시가지

모하치(헝가리어: Mohács, 크로아티아어: Mohač, 세르비아어: Мохач / Mohač, 독일어: Mohatsch, 튀르키예어: Mohaç)는 헝가리 버러녀 주에 위치한 도시로, 면적은 112.23km2, 인구는 19,129명(2009년 기준), 인구 밀도는 169.60명/km2이며 다뉴브강 우안과 접한다.
1526년 모하치 전투와 1687년 모하치 전투가 벌어졌으며 이들 전투는 오스만 제국의 헝가리 지배의 시작과 끝을 알리는 전투였다. 매년 봄에 열리는 사육제인 부쇼야라시로 유명하다.

시 문장

## 사진

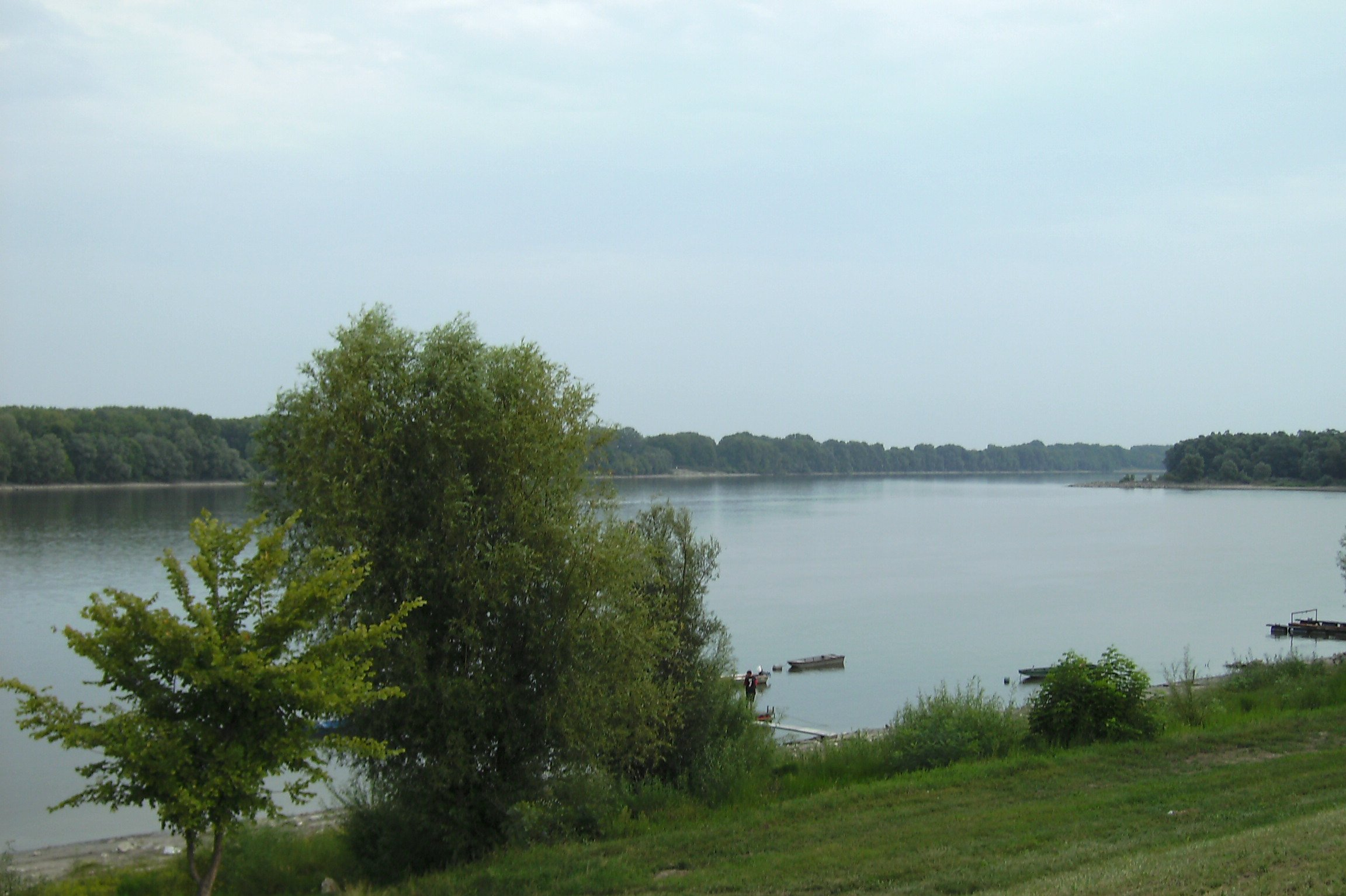
모하치를 흐르고 있는 다뉴브강
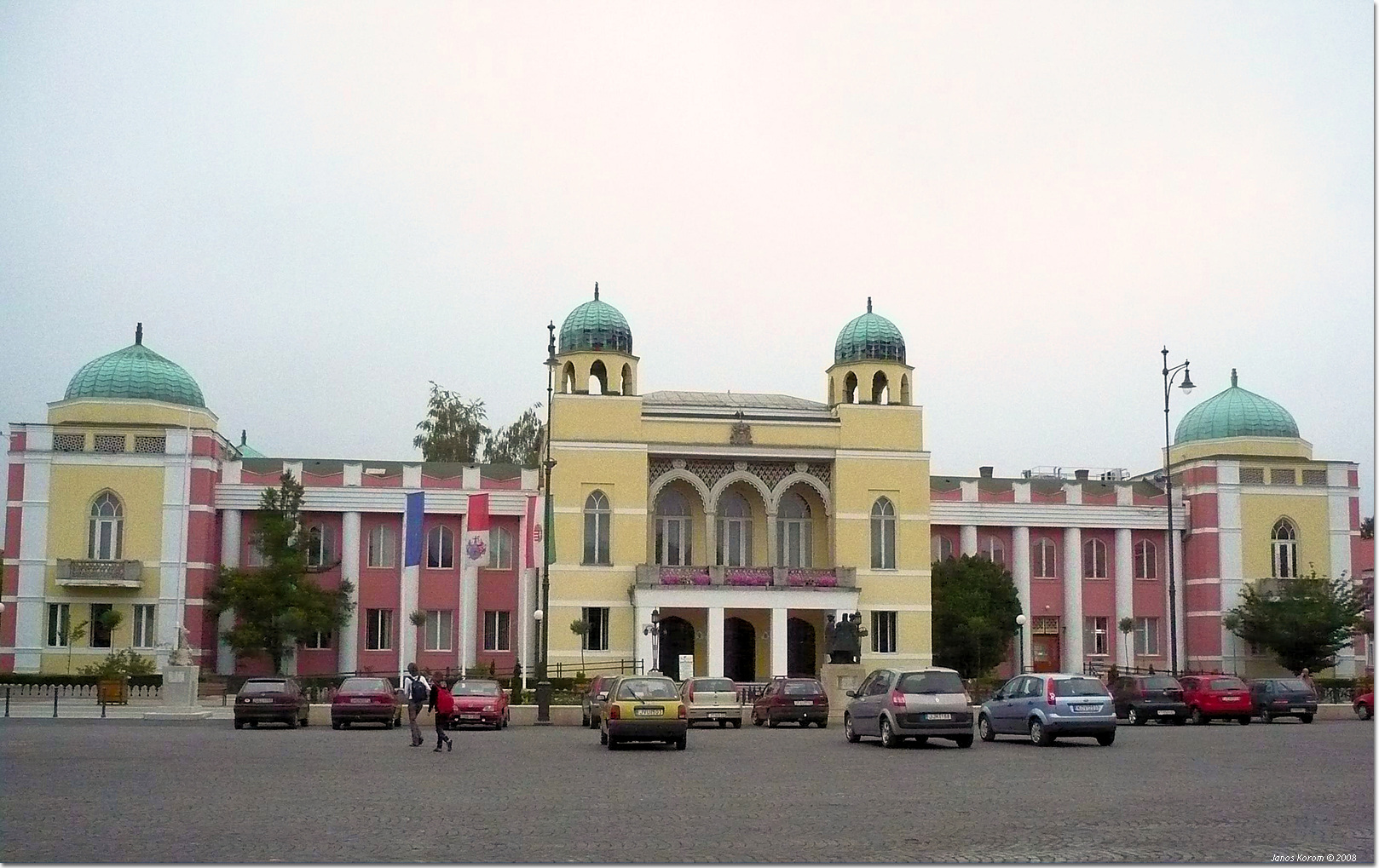
시청
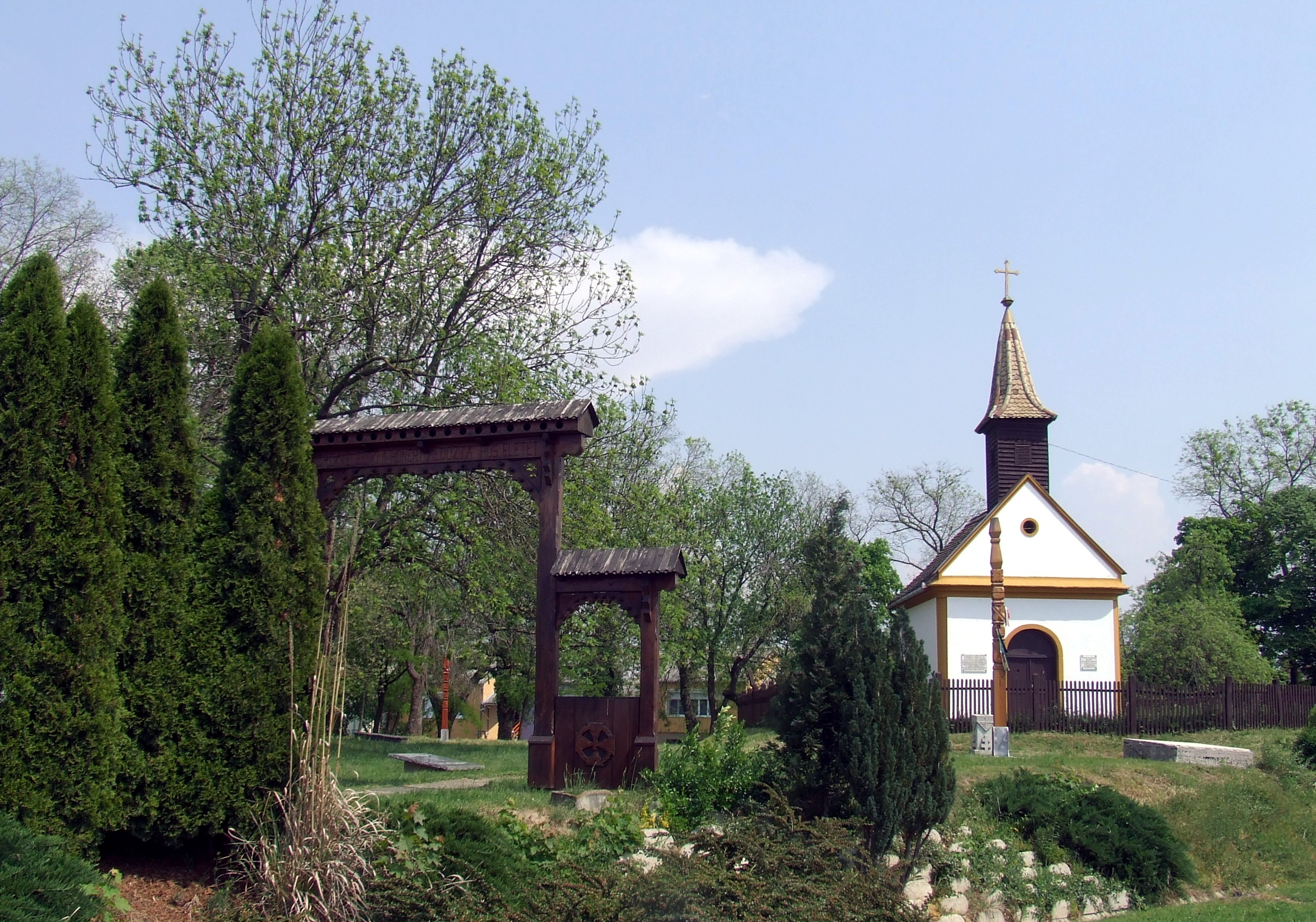
박물관
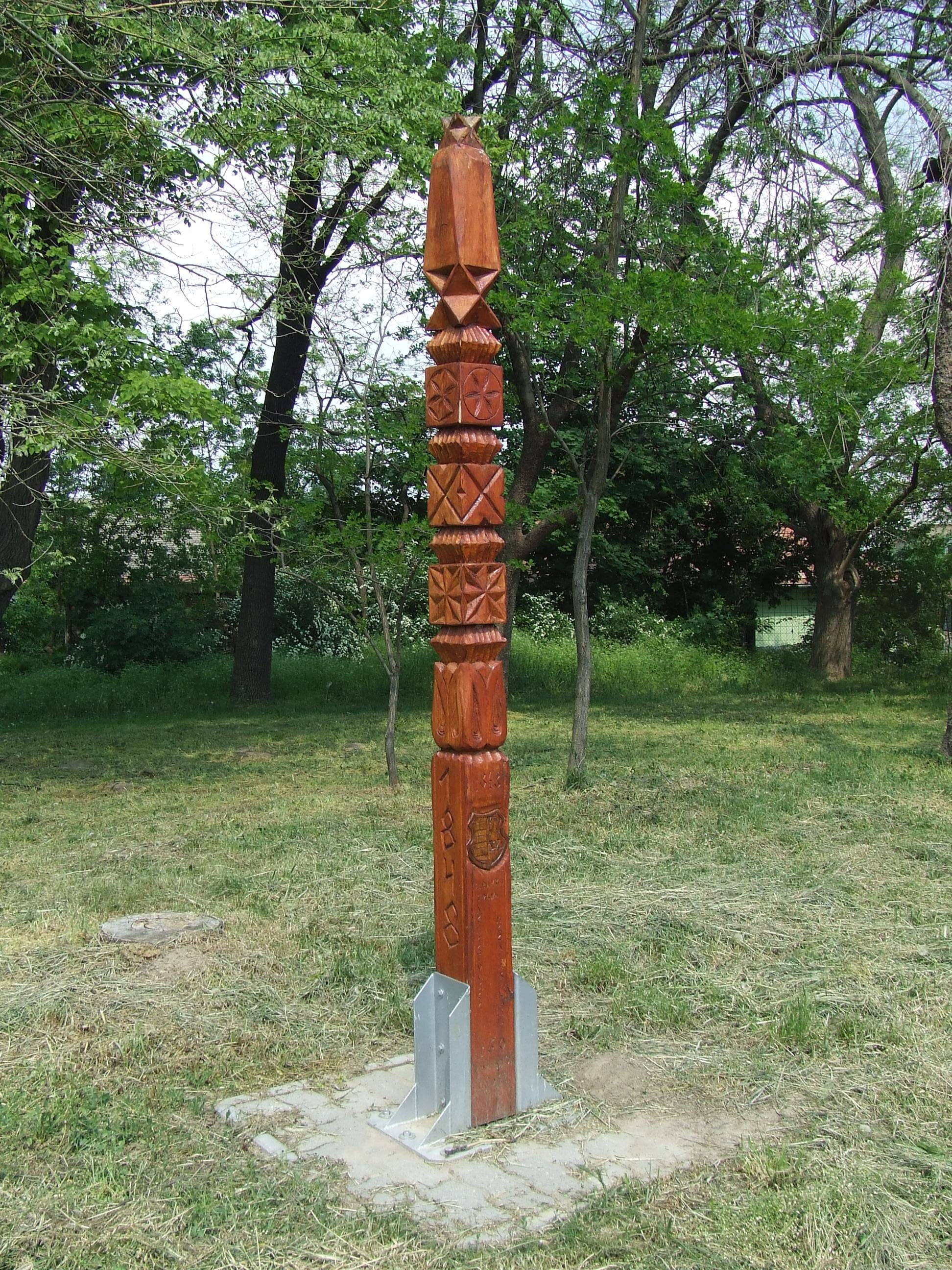
박물관
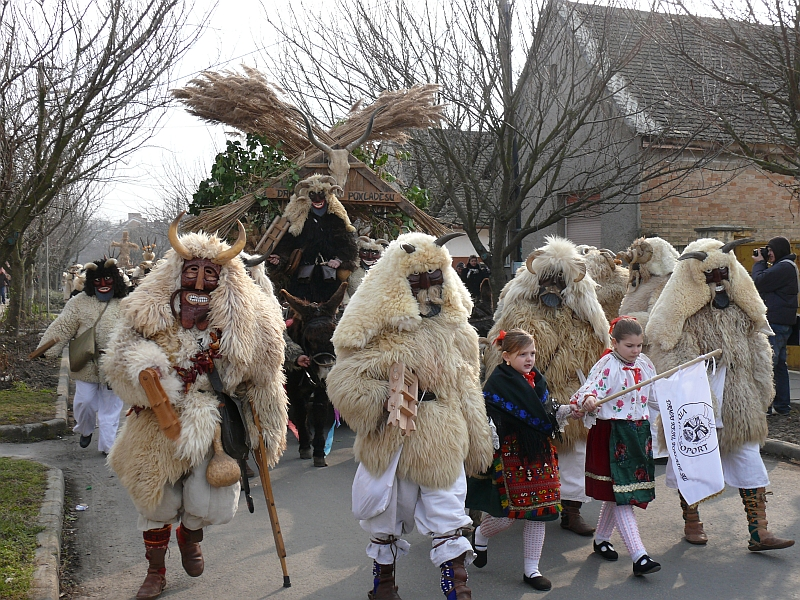
매년 열리는 사육제인 부쇼야라시
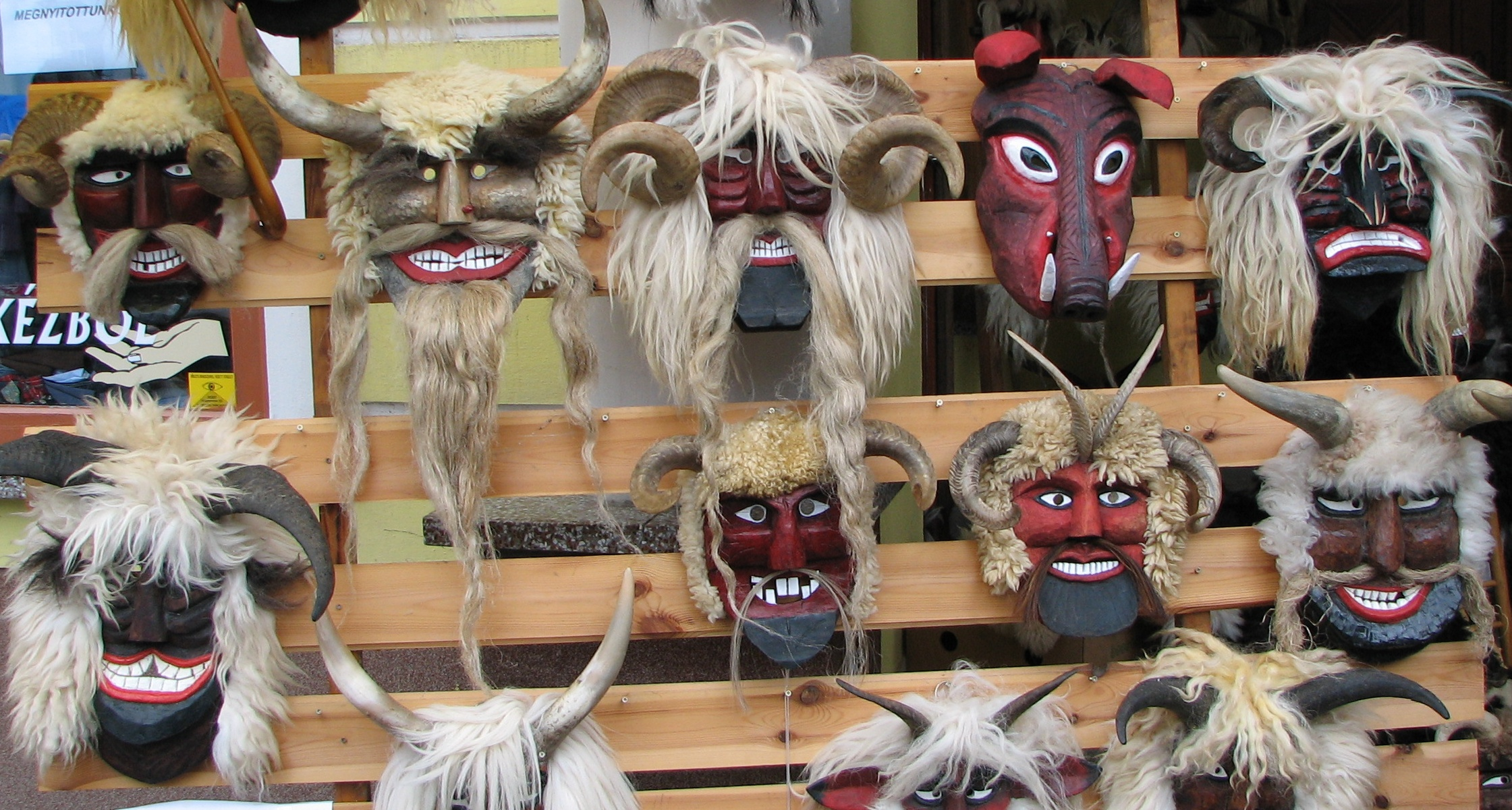
부쇼야라시에 사용되는 부쇼 가면
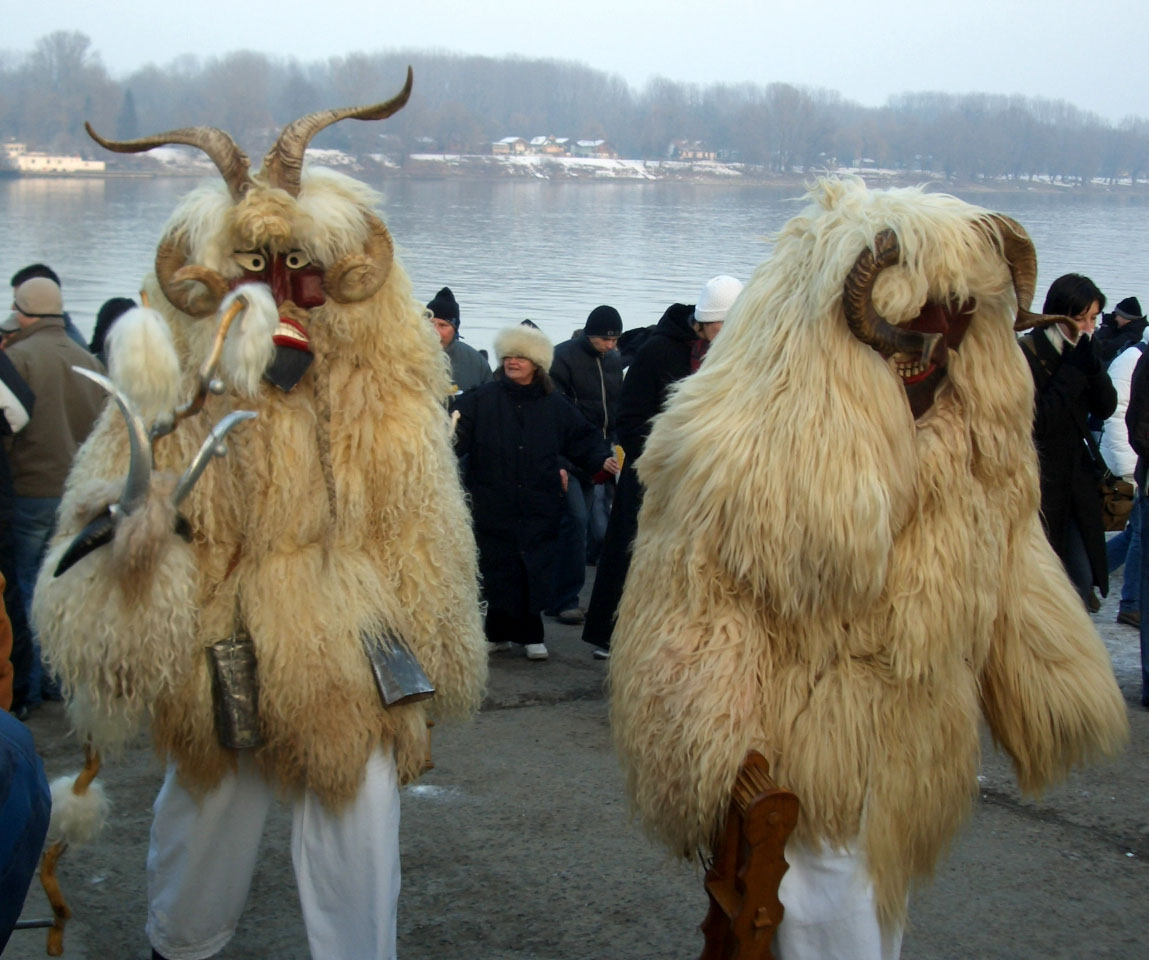
부쇼야라시
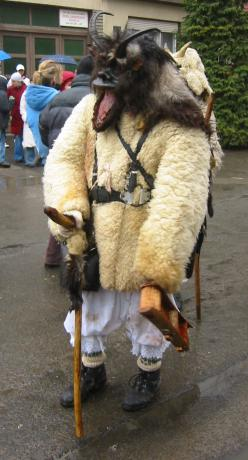
부쇼야라시